# Magyar színészdinasztiák listája
Ez a szócikk a Magyarországon levő színészdinasztiákat sorolja fel.
| Dinasztia         | Alapító tag                   | Tagok                                                 | Tagság    | Foglalkozás | Szakterület  | További híres tagok            | Foglalkozás  | Tagok száma | Elismerések |
| ----------------- | ----------------------------- | ----------------------------------------------------- | --------- | ----------- | ------------ | ------------------------------ | ------------ | ----------- | --- |
| Latabár család    | Latabár Endre                 | Török István (1789-1851)                              | 1841-1851 | Színész     | Színház      | Latabár Katalin                | Balettmester | 19 (17+2)   | Farkas–Ratkó-díj (Latabár Kálmán, 1894) Kossuth-díj (Latabár Kálmán, 1950) Érdemes Művész (Latabár Kálmán, 1950) MNÉ IV. fokozata (Latabár Kálmán, 1952) Kiváló művész (Latabár Kálmán, 1953) Munka Érdemrend (Latabár Kálmán, 1962) Magyar Érdemrend arany fokozata (Latabár Kálmán, 1969) Jászai Mari-díj (Ifj. Latabár Kálmán, 1988) |
| Latabár család    | Latabár Endre                 | Török Katica                                          | 1841-?    | Színésznő   | Színház      | Latabár Kálmán                 | Táncművész   |             | Farkas–Ratkó-díj (Latabár Kálmán, 1894) Kossuth-díj (Latabár Kálmán, 1950) Érdemes Művész (Latabár Kálmán, 1950) MNÉ IV. fokozata (Latabár Kálmán, 1952) Kiváló művész (Latabár Kálmán, 1953) Munka Érdemrend (Latabár Kálmán, 1962) Magyar Érdemrend arany fokozata (Latabár Kálmán, 1969) Jászai Mari-díj (Ifj. Latabár Kálmán, 1988) |
| Latabár család    | Latabár Endre                 | ifj.Török István (1825-1865)                          | 1841-1865 | Színész     | Színház      | -                              | -            | -           | Farkas–Ratkó-díj (Latabár Kálmán, 1894) Kossuth-díj (Latabár Kálmán, 1950) Érdemes Művész (Latabár Kálmán, 1950) MNÉ IV. fokozata (Latabár Kálmán, 1952) Kiváló művész (Latabár Kálmán, 1953) Munka Érdemrend (Latabár Kálmán, 1962) Magyar Érdemrend arany fokozata (Latabár Kálmán, 1969) Jászai Mari-díj (Ifj. Latabár Kálmán, 1988) |
| Latabár család    | Latabár Endre                 | Latabár Dezső (1849-1886)                             | 1849-1886 | Színész     | Színház      | -                              | -            | -           | Farkas–Ratkó-díj (Latabár Kálmán, 1894) Kossuth-díj (Latabár Kálmán, 1950) Érdemes Művész (Latabár Kálmán, 1950) MNÉ IV. fokozata (Latabár Kálmán, 1952) Kiváló művész (Latabár Kálmán, 1953) Munka Érdemrend (Latabár Kálmán, 1962) Magyar Érdemrend arany fokozata (Latabár Kálmán, 1969) Jászai Mari-díj (Ifj. Latabár Kálmán, 1988) |
| Latabár család    | Latabár Endre                 | Fodor Julianna (1851-1879)                            | ?-1879    | Színésznő   | Színház      | -                              | -            | -           | Farkas–Ratkó-díj (Latabár Kálmán, 1894) Kossuth-díj (Latabár Kálmán, 1950) Érdemes Művész (Latabár Kálmán, 1950) MNÉ IV. fokozata (Latabár Kálmán, 1952) Kiváló művész (Latabár Kálmán, 1953) Munka Érdemrend (Latabár Kálmán, 1962) Magyar Érdemrend arany fokozata (Latabár Kálmán, 1969) Jászai Mari-díj (Ifj. Latabár Kálmán, 1988) |
| Latabár család    | Latabár Endre                 | Ifj. Latabár Endre                                    | 1851-1888 | Színész     | Színház      | -                              | -            | -           | Farkas–Ratkó-díj (Latabár Kálmán, 1894) Kossuth-díj (Latabár Kálmán, 1950) Érdemes Művész (Latabár Kálmán, 1950) MNÉ IV. fokozata (Latabár Kálmán, 1952) Kiváló művész (Latabár Kálmán, 1953) Munka Érdemrend (Latabár Kálmán, 1962) Magyar Érdemrend arany fokozata (Latabár Kálmán, 1969) Jászai Mari-díj (Ifj. Latabár Kálmán, 1988) |
| Latabár család    | Latabár Endre                 | Latabár Kálmán                                        | 1855-1924 | Színész     | Színház      | -                              | -            | -           | Farkas–Ratkó-díj (Latabár Kálmán, 1894) Kossuth-díj (Latabár Kálmán, 1950) Érdemes Művész (Latabár Kálmán, 1950) MNÉ IV. fokozata (Latabár Kálmán, 1952) Kiváló művész (Latabár Kálmán, 1953) Munka Érdemrend (Latabár Kálmán, 1962) Magyar Érdemrend arany fokozata (Latabár Kálmán, 1969) Jászai Mari-díj (Ifj. Latabár Kálmán, 1988) |
| Latabár család    | Latabár Endre                 | Buday Adél                                            | ?-1880    | Színésznő   | Színház      | -                              | -            | -           | Farkas–Ratkó-díj (Latabár Kálmán, 1894) Kossuth-díj (Latabár Kálmán, 1950) Érdemes Művész (Latabár Kálmán, 1950) MNÉ IV. fokozata (Latabár Kálmán, 1952) Kiváló művész (Latabár Kálmán, 1953) Munka Érdemrend (Latabár Kálmán, 1962) Magyar Érdemrend arany fokozata (Latabár Kálmán, 1969) Jászai Mari-díj (Ifj. Latabár Kálmán, 1988) |
| Latabár család    | Latabár Endre                 | Latabár Rezső                                         | 1886-1943 | Színész     | Színház      | -                              | -            | -           | Farkas–Ratkó-díj (Latabár Kálmán, 1894) Kossuth-díj (Latabár Kálmán, 1950) Érdemes Művész (Latabár Kálmán, 1950) MNÉ IV. fokozata (Latabár Kálmán, 1952) Kiváló művész (Latabár Kálmán, 1953) Munka Érdemrend (Latabár Kálmán, 1962) Magyar Érdemrend arany fokozata (Latabár Kálmán, 1969) Jászai Mari-díj (Ifj. Latabár Kálmán, 1988) |
| Latabár család    | Latabár Endre                 | Latabár Endre Gyula                                   | 1872-1901 | Színész     | Színház      | -                              | -            | -           | Farkas–Ratkó-díj (Latabár Kálmán, 1894) Kossuth-díj (Latabár Kálmán, 1950) Érdemes Művész (Latabár Kálmán, 1950) MNÉ IV. fokozata (Latabár Kálmán, 1952) Kiváló művész (Latabár Kálmán, 1953) Munka Érdemrend (Latabár Kálmán, 1962) Magyar Érdemrend arany fokozata (Latabár Kálmán, 1969) Jászai Mari-díj (Ifj. Latabár Kálmán, 1988) |
| Latabár család    | Latabár Endre                 | Halász Anna (1878-?)                                  | 1896-?    | Színésznő   | Színház      | -                              | -            | -           | Farkas–Ratkó-díj (Latabár Kálmán, 1894) Kossuth-díj (Latabár Kálmán, 1950) Érdemes Művész (Latabár Kálmán, 1950) MNÉ IV. fokozata (Latabár Kálmán, 1952) Kiváló művész (Latabár Kálmán, 1953) Munka Érdemrend (Latabár Kálmán, 1962) Magyar Érdemrend arany fokozata (Latabár Kálmán, 1969) Jászai Mari-díj (Ifj. Latabár Kálmán, 1988) |
| Latabár család    | Latabár Endre                 | Latabár Árpád                                         | 1878-1951 | Színész     | Színház      | -                              | -            | -           | Farkas–Ratkó-díj (Latabár Kálmán, 1894) Kossuth-díj (Latabár Kálmán, 1950) Érdemes Művész (Latabár Kálmán, 1950) MNÉ IV. fokozata (Latabár Kálmán, 1952) Kiváló művész (Latabár Kálmán, 1953) Munka Érdemrend (Latabár Kálmán, 1962) Magyar Érdemrend arany fokozata (Latabár Kálmán, 1969) Jászai Mari-díj (Ifj. Latabár Kálmán, 1988) |
| Latabár család    | Latabár Endre                 | Déri Ilona (szül.: Deutsch - Honor Ilona) (1880-1957) | 1902-1904 | Színésznő   | Színház      | -                              | -            | -           | Farkas–Ratkó-díj (Latabár Kálmán, 1894) Kossuth-díj (Latabár Kálmán, 1950) Érdemes Művész (Latabár Kálmán, 1950) MNÉ IV. fokozata (Latabár Kálmán, 1952) Kiváló művész (Latabár Kálmán, 1953) Munka Érdemrend (Latabár Kálmán, 1962) Magyar Érdemrend arany fokozata (Latabár Kálmán, 1969) Jászai Mari-díj (Ifj. Latabár Kálmán, 1988) |
| Latabár család    | Latabár Endre                 | Latabár Kálmán                                        | 1902-1970 | Színész     | Színház,film | -                              | -            | -           | Farkas–Ratkó-díj (Latabár Kálmán, 1894) Kossuth-díj (Latabár Kálmán, 1950) Érdemes Művész (Latabár Kálmán, 1950) MNÉ IV. fokozata (Latabár Kálmán, 1952) Kiváló művész (Latabár Kálmán, 1953) Munka Érdemrend (Latabár Kálmán, 1962) Magyar Érdemrend arany fokozata (Latabár Kálmán, 1969) Jászai Mari-díj (Ifj. Latabár Kálmán, 1988) |
| Latabár család    | Latabár Endre                 | ifj. Latabár Árpád                                    | 1903-1961 | Színész     | Színház,film | -                              | -            | -           | Farkas–Ratkó-díj (Latabár Kálmán, 1894) Kossuth-díj (Latabár Kálmán, 1950) Érdemes Művész (Latabár Kálmán, 1950) MNÉ IV. fokozata (Latabár Kálmán, 1952) Kiváló művész (Latabár Kálmán, 1953) Munka Érdemrend (Latabár Kálmán, 1962) Magyar Érdemrend arany fokozata (Latabár Kálmán, 1969) Jászai Mari-díj (Ifj. Latabár Kálmán, 1988) |
| Latabár család    | Latabár Endre                 | ifj. Latabár Kálmán                                   | 1938-2000 | Színész     | Színház,film | -                              | -            | -           | Farkas–Ratkó-díj (Latabár Kálmán, 1894) Kossuth-díj (Latabár Kálmán, 1950) Érdemes Művész (Latabár Kálmán, 1950) MNÉ IV. fokozata (Latabár Kálmán, 1952) Kiváló művész (Latabár Kálmán, 1953) Munka Érdemrend (Latabár Kálmán, 1962) Magyar Érdemrend arany fokozata (Latabár Kálmán, 1969) Jászai Mari-díj (Ifj. Latabár Kálmán, 1988) |
| Latabár család    | Latabár Endre                 | Legifjabb Latabár Árpád                               | 1961-     | Színész     | Színház,film | -                              | -            | -           | Farkas–Ratkó-díj (Latabár Kálmán, 1894) Kossuth-díj (Latabár Kálmán, 1950) Érdemes Művész (Latabár Kálmán, 1950) MNÉ IV. fokozata (Latabár Kálmán, 1952) Kiváló művész (Latabár Kálmán, 1953) Munka Érdemrend (Latabár Kálmán, 1962) Magyar Érdemrend arany fokozata (Latabár Kálmán, 1969) Jászai Mari-díj (Ifj. Latabár Kálmán, 1988) |
| Latinovits család | Latinovits Zoltán (1931-1974) | Bujtor István (1942-2009)                             | 1942-2009 | Színész     | Színház,film | Frenreisz Károly (1946- )      | Zenész       | 9 (2+7)     | Jászai Mari - díj (Latinovits Zoltán, 1966) Balázs Béla - díj (Latinovits Zoltán,1970, Bujtor István, 1979) Magyar Filmkritikusok Díja (Latinovits Zoltán,1970, Bujtor István, 1979) Érdemes Művész (Latinovits Zoltán, 1975) Kossuth-díj (Latinovits Zoltán, 1990 - posztumusz) Magyar Örökség - díj (Latinovits Zoltán, 1996 - posztumusz) Ferencváros díszpolgára (Latonovits Zoltán, 2015 - posztumusz) A Magyar Köztársasági Érdemrend középkeresztje (Bujtor István, 2002) Pro Tihanyi Díj (Bujtor István, 2018- posztumusz) |
| Latinovits család | Latinovits Zoltán (1931-1974) | Bujtor István (1942-2009)                             | 1942-2009 | Színész     | Színház,film | Bujtor Balázs (1975- )         | Zenész       | 9 (2+7)     | Jászai Mari - díj (Latinovits Zoltán, 1966) Balázs Béla - díj (Latinovits Zoltán,1970, Bujtor István, 1979) Magyar Filmkritikusok Díja (Latinovits Zoltán,1970, Bujtor István, 1979) Érdemes Művész (Latinovits Zoltán, 1975) Kossuth-díj (Latinovits Zoltán, 1990 - posztumusz) Magyar Örökség - díj (Latinovits Zoltán, 1996 - posztumusz) Ferencváros díszpolgára (Latonovits Zoltán, 2015 - posztumusz) A Magyar Köztársasági Érdemrend középkeresztje (Bujtor István, 2002) Pro Tihanyi Díj (Bujtor István, 2018- posztumusz) |
| Latinovits család | Latinovits Zoltán (1931-1974) | Bujtor István (1942-2009)                             | 1942-2009 | Színész     | Színház,film | Gundel Károly(1883-1956)       | Vendéglős    | 9 (2+7)     | Jászai Mari - díj (Latinovits Zoltán, 1966) Balázs Béla - díj (Latinovits Zoltán,1970, Bujtor István, 1979) Magyar Filmkritikusok Díja (Latinovits Zoltán,1970, Bujtor István, 1979) Érdemes Művész (Latinovits Zoltán, 1975) Kossuth-díj (Latinovits Zoltán, 1990 - posztumusz) Magyar Örökség - díj (Latinovits Zoltán, 1996 - posztumusz) Ferencváros díszpolgára (Latonovits Zoltán, 2015 - posztumusz) A Magyar Köztársasági Érdemrend középkeresztje (Bujtor István, 2002) Pro Tihanyi Díj (Bujtor István, 2018- posztumusz) |
| Latinovits család | Latinovits Zoltán (1931-1974) | Bujtor István (1942-2009)                             | 1942-2009 | Színész     | Színház,film | Gundel János (1844-1915)       | Vendéglős    | 9 (2+7)     | Jászai Mari - díj (Latinovits Zoltán, 1966) Balázs Béla - díj (Latinovits Zoltán,1970, Bujtor István, 1979) Magyar Filmkritikusok Díja (Latinovits Zoltán,1970, Bujtor István, 1979) Érdemes Művész (Latinovits Zoltán, 1975) Kossuth-díj (Latinovits Zoltán, 1990 - posztumusz) Magyar Örökség - díj (Latinovits Zoltán, 1996 - posztumusz) Ferencváros díszpolgára (Latonovits Zoltán, 2015 - posztumusz) A Magyar Köztársasági Érdemrend középkeresztje (Bujtor István, 2002) Pro Tihanyi Díj (Bujtor István, 2018- posztumusz) |
| Latinovits család | Latinovits Zoltán (1931-1974) | Bujtor István (1942-2009)                             | 1942-2009 | Színész     | Színház,film | Gundel - Takács Gábor (1964- ) | Műsorvezető  | 9 (2+7)     | Jászai Mari - díj (Latinovits Zoltán, 1966) Balázs Béla - díj (Latinovits Zoltán,1970, Bujtor István, 1979) Magyar Filmkritikusok Díja (Latinovits Zoltán,1970, Bujtor István, 1979) Érdemes Művész (Latinovits Zoltán, 1975) Kossuth-díj (Latinovits Zoltán, 1990 - posztumusz) Magyar Örökség - díj (Latinovits Zoltán, 1996 - posztumusz) Ferencváros díszpolgára (Latonovits Zoltán, 2015 - posztumusz) A Magyar Köztársasági Érdemrend középkeresztje (Bujtor István, 2002) Pro Tihanyi Díj (Bujtor István, 2018- posztumusz) |
| Latinovits család | Latinovits Zoltán (1931-1974) | Bujtor István (1942-2009)                             | 1942-2009 | Színész     | Színház,film | Gundel - Takács Bence (1998- ) | Labdarúgó    | 9 (2+7)     | Jászai Mari - díj (Latinovits Zoltán, 1966) Balázs Béla - díj (Latinovits Zoltán,1970, Bujtor István, 1979) Magyar Filmkritikusok Díja (Latinovits Zoltán,1970, Bujtor István, 1979) Érdemes Művész (Latinovits Zoltán, 1975) Kossuth-díj (Latinovits Zoltán, 1990 - posztumusz) Magyar Örökség - díj (Latinovits Zoltán, 1996 - posztumusz) Ferencváros díszpolgára (Latonovits Zoltán, 2015 - posztumusz) A Magyar Köztársasági Érdemrend középkeresztje (Bujtor István, 2002) Pro Tihanyi Díj (Bujtor István, 2018- posztumusz) |
| Latinovits család | Latinovits Zoltán (1931-1974) | Bujtor István (1942-2009)                             | 1942-2009 | Színész     | Színház,film | Gundel Imre (1927-1993)        | Muzeológus   | 9 (2+7)     | Jászai Mari - díj (Latinovits Zoltán, 1966) Balázs Béla - díj (Latinovits Zoltán,1970, Bujtor István, 1979) Magyar Filmkritikusok Díja (Latinovits Zoltán,1970, Bujtor István, 1979) Érdemes Művész (Latinovits Zoltán, 1975) Kossuth-díj (Latinovits Zoltán, 1990 - posztumusz) Magyar Örökség - díj (Latinovits Zoltán, 1996 - posztumusz) Ferencváros díszpolgára (Latonovits Zoltán, 2015 - posztumusz) A Magyar Köztársasági Érdemrend középkeresztje (Bujtor István, 2002) Pro Tihanyi Díj (Bujtor István, 2018- posztumusz) |
| Sinkovits család  | Sinkovits Imre (1928-2001)    | Sinkó László (1940-2015)                              | 1940-2015 | Színész     | Színház,film | Hegedűs Csaba                  | Birkózó      | 6 (5+1)     | Jászai Mari - díj (Sinkovits Imre, 1955, 1962) Magyar Filmkritikusok Díja (Sinkovits Imre, 1962, 1966) Farkas - Ratkó díj (Sinkovits Imre, 1965) Kossuth-díj (Sinkovits Imre, 1966) |
| Sinkovits család  | Sinkovits Imre (1928-2001)    | Sinkovits Mariann (1954- )                            | 1954-     | Színésznő   | Színház,film | -                              | -            | -           | |
| Sinkovits család  | Sinkovits Imre (1928-2001)    | Sinkovits - Vitay András (1952- )                     | 1952-     | Színész     | Színház,film | -                              | -            | -           | |
| Sinkovits család  | Sinkovits Imre (1928-2001)    | Gombos Katalin (1929-2012)                            | 1951-2006 | Színésznő   | Színház,film | -                              | -            | -           | |